# POWERフレーズ
POWERフレーズ Only oneを支える言葉（パワーフレーズ オンリーワンをささえることば）は、日本テレビ系列のミニ番組。全277回。2021年3月28日をもって一旦放送を終了したが、番組スタッフは「いつかは『POWERフレーズ2』となって帰ってくる。POWERフレーズは終わらない」と語っている。
スポンサーは、前番組「運命を変える1秒」から継続して、みずほフィナンシャルグループによる一社提供。なお、前番組「運命を変える1秒」も本記事で一部紹介する。

## 概要
あるスポーツアスリートが感銘を受けた言葉を、前後編に分けて紹介する。
前編（第1話）は過去に聞いた言葉、後編（第2話）は放送年に最も近い最近聞いた言葉となる。ナレーターはアスリートの先輩が担当する。
2021年3月以降は、番組冒頭でのスポンサー表示のみ「みずほ銀行」と表示され、CM部分はACジャパンのものに差し替えられた｡

## ネット局と放送時間
| 放送対象地域   | 放送局                    | 系列                                           | 放送時間（JST）            | ネット状況・備考・脚注 |
| -------------- | ------------------------- | ---------------------------------------------- | -------------------------- | ---------------------- |
| 関東広域圏     | 日本テレビ（NTV）         | 日本テレビ系列                                 | 日曜日 18時55分 - 19時00分 | 【制作局】             |
| 北海道         | 札幌テレビ（STV）         | 日本テレビ系列                                 | 日曜日 18時55分 - 19時00分 | 同時ネット             |
| 青森県         | 青森放送（RAB）           | 日本テレビ系列                                 | 日曜日 18時55分 - 19時00分 | 同時ネット             |
| 岩手県         | テレビ岩手（TVI）         | 日本テレビ系列                                 | 日曜日 18時55分 - 19時00分 | 同時ネット             |
| 宮城県         | ミヤギテレビ（MMT）       | 日本テレビ系列                                 | 日曜日 18時55分 - 19時00分 | 同時ネット             |
| 秋田県         | 秋田放送（ABS）           | 日本テレビ系列                                 | 日曜日 18時55分 - 19時00分 | 同時ネット             |
| 山形県         | 山形放送（YBC）           | 日本テレビ系列                                 | 日曜日 18時55分 - 19時00分 | 同時ネット             |
| 福島県         | 福島中央テレビ（FCT）     | 日本テレビ系列                                 | 日曜日 18時55分 - 19時00分 | 同時ネット             |
| 山梨県         | 山梨放送（YBS）           | 日本テレビ系列                                 | 日曜日 18時55分 - 19時00分 | 同時ネット             |
| 新潟県         | テレビ新潟（TeNY）        | 日本テレビ系列                                 | 日曜日 18時55分 - 19時00分 | 同時ネット             |
| 長野県         | テレビ信州（TSB）         | 日本テレビ系列                                 | 日曜日 18時55分 - 19時00分 | 同時ネット             |
| 静岡県         | 静岡第一テレビ（SDT）     | 日本テレビ系列                                 | 日曜日 18時55分 - 19時00分 | 同時ネット             |
| 富山県         | 北日本放送（KNB）         | 日本テレビ系列                                 | 日曜日 18時55分 - 19時00分 | 同時ネット             |
| 石川県         | テレビ金沢（KTK）         | 日本テレビ系列                                 | 日曜日 18時55分 - 19時00分 | 同時ネット             |
| 福井県         | 福井放送（FBC）           | 日本テレビ系列／テレビ朝日系列                 | 日曜日 18時55分 - 19時00分 | 同時ネット             |
| 中京広域圏     | 中京テレビ（CTV）         | 日本テレビ系列                                 | 日曜日 18時55分 - 19時00分 | 同時ネット             |
| 近畿広域圏     | 読売テレビ（ytv）         | 日本テレビ系列                                 | 日曜日 18時55分 - 19時00分 | 同時ネット             |
| 鳥取県・島根県 | 日本海テレビ（NKT）       | 日本テレビ系列                                 | 日曜日 18時55分 - 19時00分 | 同時ネット             |
| 広島県         | 広島テレビ（HTV）         | 日本テレビ系列                                 | 日曜日 18時55分 - 19時00分 | 同時ネット             |
| 山口県         | 山口放送（KRY）           | 日本テレビ系列                                 | 日曜日 18時55分 - 19時00分 | 同時ネット             |
| 徳島県         | 四国放送（JRT）           | 日本テレビ系列                                 | 日曜日 18時55分 - 19時00分 | 同時ネット             |
| 香川県・岡山県 | 西日本放送（RNC）         | 日本テレビ系列                                 | 日曜日 18時55分 - 19時00分 | 同時ネット             |
| 愛媛県         | 南海放送（RNB）           | 日本テレビ系列                                 | 日曜日 18時55分 - 19時00分 | 同時ネット             |
| 高知県         | 高知放送（RKC）           | 日本テレビ系列                                 | 日曜日 18時55分 - 19時00分 | 同時ネット             |
| 福岡県         | 福岡放送（FBS）           | 日本テレビ系列                                 | 日曜日 18時55分 - 19時00分 | 同時ネット             |
| 長崎県         | 長崎国際テレビ（NIB）     | 日本テレビ系列                                 | 日曜日 18時55分 - 19時00分 | 同時ネット             |
| 熊本県         | くまもと県民テレビ（KKT） | 日本テレビ系列                                 | 日曜日 18時55分 - 19時00分 | 同時ネット             |
| 鹿児島県       | 鹿児島読売テレビ（KYT）   | 日本テレビ系列                                 | 日曜日 18時55分 - 19時00分 | 同時ネット             |
| 大分県         | テレビ大分（TOS）         | 日本テレビ系列／フジテレビ系列                 | 日曜日 17時25分 - 17時30分 | 遅れネット             |
| 宮崎県         | テレビ宮崎（UMK）         | フジテレビ系列／日本テレビ系列／テレビ朝日系列 | 土曜日 10時25分 - 10時30分 | 遅れネット             |

## 放送を休止・変更した事例
- 毎年8月は大型特別番組『24時間テレビ 「愛は地球を救う」』のため休止。

2016年
- 1月3日は『大家族石田さんチ新春スペシャル』（18:30 - 21:54）のため休止。

2017年
- 1月1日は『ウルトラマンDASH!!』（18:00 - 21:00）のため休止。
- 12月31日は『絶対に笑ってはいけないアメリカンポリス24時!』（18:30 - 翌2018年1月1日0:30）のため休止。

2019年
- 10月27日は『ラグビーワールドカップ2019日本大会・準決勝』（ウェールズ×南アフリカ共和国。17:45 - 19:54）のため休止。

2020年
- 11月22日は『SMBC日本シリーズ2020 第2戦』（巨人×福岡ソフトバンク。18:00 - 20:54）のため休止。